# 船員図書館
船員図書館（せんいんとしょかん）とは、港湾法2条5項10号「港湾厚生施設 船舶乗組員及び港湾における労働者の休泊所、診療所その他の福利厚生施設を設ける」という条文を元に設置されている福利厚生施設図書館である。
なお船員図書館の言う「船員」とは船員法第1条に規定する「船舶所有者に使用される者」のみが対象ではない。港湾労働者も対象であるし、小型船舶も対象であるし、一般利用者も研修施設利用者も対象である。意義的には公共図書館に近い。
管理者の主体 日本においては港湾管理者の主体は港湾局ではなく、各地方自治体である。（港湾を参照のこと）
港湾法第40条の規定に基づき、臨港地区内の分区は各都道府県・政令市の条例によって定められている。ここで構築される構築物に「博物館」「図書館」が記載されることが多い。また、研修施設規定も通常設けられる。ここでの根拠法は図書館法である。

## 専門図書館との違い
私立図書館に多い専門図書館との違いは専門図書館とは専門資料に特化した図書館であるのに対し、船員図書館とは公共図書館になかなか行けない人のために設置する図書館で蔵書構成も特化しないのである。ゆえに専門図書館ではないことに留意したい。